# Communauté de communes du pays de Chalindrey
La communauté de communes du Pays de Chalindrey est une ancienne communauté de communes française, située dans le département de la Haute-Marne et la région Grand Est.

## Historique
La communauté de communes du Pays de Chalindrey a été créée le 1er janvier 1996.
Par arrêté préfectoral du 6 décembre 2016, elle fusionne au 1er janvier 2017 avec les communautés de « Vannier Amance » (34 communes) et de « Bourbonne-les-Bains » (16 communes) pour former la nouvelle communauté de communes du Pays de Chalindrey, de Vannier Amance et de la région de Bourbonne-les-Bains.

## Composition
La structure regroupait treize communes au 1er janvier 2016 :
| Nom                     | Code Insee | Gentilé          | Superficie (km2) | Population (dernière pop. légale) | Densité (hab./km2) |
| ----------------------- | ---------- | ---------------- | ---------------- | --------------------------------- | ------------------ |
| Chalindrey (siège)      | 52093      | Calindriens      | 20,05            | 2 437 (2014)                      | 122                |
| Chaudenay               | 52119      | Chaudenaysiens   | 4,60             | 330 (2014)                        | 72                 |
| Culmont                 | 52155      | Culmontais       | 8,29             | 553 (2014)                        | 67                 |
| Heuilley-le-Grand       | 52240      |                  | 12,22            | 213 (2014)                        | 17                 |
| Le Pailly               | 52374      | Paillois         | 7,19             | 294 (2014)                        | 41                 |
| Les Loges               | 52290      |                  | 10,79            | 134 (2014)                        | 12                 |
| Noidant-Chatenoy        | 52354      |                  | 5,21             | 84 (2014)                         | 16                 |
| Palaiseul               | 52375      |                  | 4,98             | 58 (2014)                         | 12                 |
| Rivières-le-Bois        | 52424      |                  | 7,14             | 73 (2014)                         | 10                 |
| Saint-Broingt-le-Bois   | 52445      |                  | 4,49             | 75 (2014)                         | 17                 |
| Saint-Vallier-sur-Marne | 52457      | Saint-Vallierois | 6,64             | 176 (2014)                        | 27                 |
| Torcenay                | 52492      |                  | 8,49             | 556 (2014)                        | 65                 |
| Violot                  | 52539      |                  | 4,27             | 76 (2014)                         | 18                 |

## Organisation

### Liste des présidents
Le président de la communauté de communes est élu par le conseil communautaire.
| Période | Période       | Identité            | Étiquette | Qualité                                            |
| ------- | ------------- | ------------------- | --------- | -------------------------------------------------- |
| 1995    | 2014          | Jean-Pierre Garnier | DVG       | 1er adjoint puis maire de Chalindrey (depuis 2014) |
| 2014    | décembre 2016 | Éric Darbot         |           | Adjoint au maire de Rivières-le-Bois               |

### Siège
16, rue de la Libération, 52600 Chalindrey.

## Compétences
Nombre total de compétences exercées : 18.